# Чигуаянте
Чигуая́нте (ісп. Chiguayante; ісп. вимова: [tʃiɣwaˈʝante]) — місто та комуна в Чилі, у провінції Консепсьйон.

## Розташування
Місто розташоване на правому березі естуарію річки Біобіо за 10 км на південь від адміністративного центру області — міста Консепсьйон.
Комуна межує:
- на півночі - з комуною Консепсьйон;
- на південному сході - з комуною Уалькі;
- на південному заході - з комуною Коронель;
- на заході - з комуною Сан-Педро-де-ла-Пас.

## Демографія
Відповідно до перепису населення 2002 року, здійсненого Національним статистичним інститутом, Чигуаянте має площу 71,5 км² і налічує 81 302 жителів (38 524 чоловіки та 42 778 жінок). З них 81,238 (99,9%) проживали на міській території та 64 (0,1%) у сільській місцевості. Чисельність населення зросла на 44,2% (24 931 особа) у період між переписами 1992 та 2002 років.

## Адміністративний устрій
Як комуна, Чигуянте є адміністративно-територіальною одиницею третього рівня, згідно з адміністративним поділом Чилі. Комуною керує муніципальна рада, яку очолює алькальд. Вибори алькальда відбуваються що чотири роки.